# Ut res magis valeat quam pereat
In diritto, il brocardo ut res magis valeat quam pereat, o actus interpretandus est potius ut valeat quam ut pereat (Digesto, 45, I, 80), esprime il principio in base al quale l'interpretazione del contratto deve essere orientata nel senso in cui il suo testo possa avere qualche effetto anziché in quello in cui non ne avrebbe avuto alcuno, ciò valendo anche per ciascuna delle sue clausole. 
Il principio punta alla preservazione dei vincoli giuridici, tendendo quindi a salvare il patto negoziato ed evitando che si dissolva. La rubrica, ad esempio del relativo art. 1367 del codice civile italiano, parla espressamente di "Conservazione del contratto". Il codice civile francese all'art. 1157 presenta praticamente il medesimo contenuto, sebbene senza rubrica.
Il principio è consolidato anche nelle elaborazioni di diritto privato comparato